# 1993 في إسبانيا
فيما يلي قوائم الأحداث التي وقعت خلال عام 1993 في إسبانيا.

## سياسة

### تعيين في المنصب
- 1 يناير – ميغيل نافارو مولينا عمدة لوركا، مرسية  [لغات أخرى]‏.
- 21 يونيو – رودريجو راتو عضو مجلس النواب الإسباني  [لغات أخرى]‏.
- 22 يونيو – خوسيه ماريا أثنار عضو مجلس النواب الإسباني  [لغات أخرى]‏.
- 24 يونيو – ألفريدو بيريث روبالكابا عضو مجلس النواب الإسباني  [لغات أخرى]‏.
- 24 يونيو – فيليبي غونثاليث عضو مجلس النواب الإسباني  [لغات أخرى]‏.
- 24 يونيو – ماريانو راخوي عضو مجلس النواب الإسباني  [لغات أخرى]‏.
- 25 يونيو – خوسيه لويس ثباتيرو عضو مجلس النواب الإسباني  [لغات أخرى]‏.
- 28 يونيو – خافيير سولانا عضو مجلس النواب الإسباني  [لغات أخرى]‏.
- 16 نوفمبر – مانويل فراغا عضو برلمان منطقة غاليسيا  [لغات أخرى]‏.

### انتهاء فترة المنصب
- 1 يناير – ألفارو غيل روبلس Spanish Ombudsman [الإنجليزية]‏.
- 13 أبريل – خافيير سولانا عضو مجلس النواب الإسباني  [لغات أخرى]‏.
- 13 أبريل – فيليبي غونثاليث عضو مجلس النواب الإسباني  [لغات أخرى]‏.
- 29 يونيو – خوسيه لويس ثباتيرو عضو مجلس النواب الإسباني  [لغات أخرى]‏.
- 29 يونيو – خوسيه ماريا أثنار عضو مجلس النواب الإسباني  [لغات أخرى]‏.
- 29 يونيو – رودريجو راتو عضو مجلس النواب الإسباني  [لغات أخرى]‏.
- 29 يونيو – ماريانو راخوي عضو مجلس النواب الإسباني  [لغات أخرى]‏.
- 24 أغسطس – مانويل فراغا عضو برلمان منطقة غاليسيا  [لغات أخرى]‏.
- 26 نوفمبر – ميغيل نافارو مولينا .

## رياضة
- 1 يناير – طواف إسبانيا 1993

## برامج ومسلسلات وأنمي
- غوادلوبي
- ماريا إيلينا

## مواليد

### يناير
- 13 يناير – خايمي غارسيا درّاج طريق إسباني.

### فبراير
- 2 فبراير – عمر ماسكاريل لاعب كرة قدم إسباني.
- 11 فبراير – يان غونزاليس لاعب كرة قدم إسباني.
- 16 فبراير – خيرمان بارينيو لاعب كرة قدم إسباني.
- 17 فبراير – مارك ماركيث متسابق دراجات نارية إسباني.
- 23 فبراير – دييغو ريكو لاعب كرة قدم إسباني.
- 26 فبراير – خيسي رودريغيز لاعب كرة قدم إسباني.

### مارس
- 1 مارس – خوان بيرنات لاعب كرة قدم إسباني.
- 14 مارس – فيكتور ألفاريز ديلغادو لاعب كرة قدم إسباني.
- 15 مارس – ياغو بيسيرو لاعب كرة قدم إسباني.
- 22 مارس – روبرت إيبانييز لاعب كرة قدم إسباني.
- 23 مارس – روبرتو كربولز باينا لاعب كرة مضرب إسباني.

### أبريل
- 1 أبريل – أريك لوبيز لاعب كرة قدم إسباني.
- 1 أبريل – خورخي سانز لاعب كرة سلة إسباني.
- 4 أبريل – دافيد سوريا لاعب كرة قدم إسباني.
- 7 أبريل – داني دييز لاعب كرة سلة إسباني.
- 14 أبريل – فيليبي ألفونسو سريادو لاعب كرة قدم إسباني.

### مايو
- 4 مايو – إينييغو ليكوي لاعب كرة قدم إسباني.
- 12 مايو – بابلو غونزاليس لاعب كرة قدم إسباني.
- 15 مايو – سيرجيو بيريز لاعب كرة قدم إسباني.
- 19 مايو – جوزيف مارتينيز لاعب كرة قدم فنزويلي.
- 20 مايو – خوانمي لاعب كرة قدم إسباني.
- 21 مايو – ميكيل فيسغا لاعب كرة قدم إسباني.
- 31 مايو – خوسيه كامبانيا لاعب كرة قدم إسباني.

### يونيو
- 4 يونيو – خايمي فرنانديز لاعب كرة سلة إسباني.
- 16 يونيو – جويليم فيفس لاعب كرة سلة إسباني.

### يوليو
- 23 يوليو – آيوزي بيريز لاعب كرة قدم إسباني.
- 23 يوليو – اليخاندرو روبيو لاعب كرة قدم إسباني.

### أغسطس
- 1 أغسطس – أليكس أبرينيس لاعب كرة سلة إسباني.
- 1 أغسطس – ماريانو دياز مخيا لاعب كرة قدم إسباني.
- 2 أغسطس – بابلو بيريز رودريغيز لاعب كرة قدم إسباني.
- 16 أغسطس – دييغو يورينتي لاعب كرة قدم إسباني.
- 30 أغسطس – باكو ألكاسير لاعب كرة قدم إسباني.

### سبتمبر
- 1 سبتمبر – سيرخيو ريكو لاعب كرة قدم إسباني.
- 9 سبتمبر – أليخاندرو باردو متسابق دراجات نارية إيطالي.
- 9 سبتمبر – بابلو إينسوا لاعب كرة قدم إسباني.
- 14 سبتمبر – أندريس أرتوندو لاعب كرة مضرب إسباني.
- 20 سبتمبر – رومارينهو لاعب كرة قدم برازيلي.

### أكتوبر
- 6 أكتوبر – جوان بيريلو متسابق دراجات نارية إسباني.
- 12 أكتوبر – روبن يانيز لاعب كرة قدم إسباني.
- 29 أكتوبر – بورغي لاعب كرة قدم إسباني.

### نوفمبر
- 6 نوفمبر – آيزاك فيناليس متسابق دراجات نارية إسباني.
- 16 نوفمبر – دافيد خونكا لاعب كرة قدم إسباني.
- 19 نوفمبر – سوسو لاعب كرة قدم إسباني.

### ديسمبر
- 22 ديسمبر – سيرجي داردر لاعب كرة قدم إسباني.
- 30 ديسمبر – أخير أكيتشي لاعب كرة قدم إسباني.

## وفيات

### فبراير
- 11 فبراير – فيليكس ريوز (مواليد 1940) لاعب كرة قدم إسباني.
- 27 فبراير – خوسيه ألفاريث دي بوهوركيث (مواليد 1895) فارس إسباني.

### أبريل
- 1 أبريل – خوان، كونت برشلونة (مواليد 1913)

### يونيو
- 25 يونيو – أرتورو مورانو (مواليد 1909) فنان قصص مصورة إسباني.

### يوليو
- 26 يوليو – جيسوس كاسترو (مواليد 1951) لاعب كرة قدم إسباني.

### أغسطس
- 1 أغسطس – لوتشيانو مونتيرو (مواليد 1908) درّاج طريق إسباني.

### نوفمبر
- 1 نوفمبر – سيفيرو أوتشوا (مواليد 1905) طبيب إسباني.